# Temporada 1989 del Campeonato de Galicia de Rally
La temporada 1989 fue la edición 11º del Campeonato de Galicia de Rally. Comenzó el 25 de febrero en el Rally de Vigo y terminó el 3 de diciembre en el Rally de Ferrol.

## Calendario
| N.º | Fecha            | Rally                       | Resultados |
| --- | ---------------- | --------------------------- | ---------- |
| 1   | 25 de febrero    | 2.º Rally de Vigo           | Resultados |
| 2   | 22 de abril      | 6.º Rally de Noia           | Resultados |
| 3   | 20-21 de mayo    | 23.º Rally do Lacón         | Resultados |
| 4   | 17-18 de junio   | 22.º Rally de Ourense       | Resultados |
| 5   | 29-30 de julio   | 7.º Rally Ciudad de Cristal | Resultados |
| 6   | 12-13 de agosto  | 25.º Rally Rías Baixas      | Resultados |
| 7   | 7-8 de octubre   | 11.º Rally San Froilán      | Resultados |
| 8   | 2-3 de diciembre | 21.º Rally de Ferrol        | Resultados |

## Clasificación
| Pos. | Piloto                | 1 VIG | 2 NOI | 3 LAC | 4 OUR | 5 CRI | 6 RBX | 7 SFR | 8 FER |
| ---- | --------------------- | ----- | ----- | ----- | ----- | ----- | ----- | ----- | ----- |
| 1.   | Arturo Rial           | 5     | 2     | 3     |       | 9     |       | 5     | 3     |
| 2.   | Germán Castrillón     |       |       |       |       | 3     | 4     | 2     | Ret   |
| 3.   | Carlos Piñeiro        | 1     | 1     | 2     |       |       | Ret   | 3     | 1     |
|      | Antonio Trelles       | 2     | 5     |       |       | 8     |       |       |       |
|      | Manuel Senra          |       | Ret   | 4     | 8     | Ret   |       |       | 5     |
|      | Edmundo Pérez Colemán | 7     | 6     | 8     |       | 10    | 9     |       |       |
|      | «Cleherc II»          |       | 3     | 1     |       |       |       |       |       |
|      | Alfonso Pavón         | 4     |       | Ret   |       |       |       |       |       |
|      | Felipe Díaz           | 6     | 4     |       |       |       |       |       |       |
|      | Sergio Vallejo        |       | 9     |       | 9     | 5     |       | 7     |       |
|      | José Mª Magdaleno     |       | 8     | 6     |       |       |       |       |       |
|      | «Peitos»              |       |       | 5     |       | 4     |       |       |       |
|      | Jorge Pérez           | 3     |       |       |       | Ret   |       |       |       |